# Nowa Iwiczna
Nowa Iwiczna (daw. Nowo-Iwiczna) – wieś sołecka w Polsce, położona w województwie mazowieckim, powiecie piaseczyńskim, w gminie Lesznowola. Leży 15 km od centrum Warszawy, ale w pobliżu jej obecnych granic administracyjnych. Przez wieś przechodzi dwutorowa, zelektryfikowana linia kolejowa nr 8 Warszawa Zachodnia – Kraków Główny z przystankiem osobowym Nowa Iwiczna.
Wieś została założona pod nazwą niem. Neu Ilvesheim w ramach akcji kolonizacyjnej, prowadzonej w latach 1801–1806 przez rząd pruski. W kolonii zamieszkali głównie osadnicy z południowo-zachodnich części Rzeszy Niemieckiej. Nazwa wsi pochodziła prawdopodobnie od miejscowości Ilvesheim, położonej w dzisiejszej Badenii-Wirtembergii. Obecną nazwę nadał wsi w 1820 rząd Królestwa Polskiego. W 1867 liczyła 187 mieszkańców i podlegała parafii w Piasecznie. Cała gmina Nowa Iwiczna liczyła wtedy 7147 mórg i 3221 mieszkańców.
Do 1952 roku miejscowość należała do gminy Nowo-Iwiczna. W latach 1975–1998 miejscowość administracyjnie należała do województwa warszawskiego.
Wieś graniczy z miejscowościami:
- Stara Iwiczna
- Mysiadło
- Piaseczno
- Nowa Wola
- Zgorzała